# Christoph af Württemberg
Christoph af Württemberg (12. maj 1515 – 28. december 1568) regerede som hertug af Württemberg i fra 1550 til sin død i 1568. Han var søn af hertug Ulrich af Württemberg. 